# Melanargia albibasa
Melanargia albibasa är en fjärilsart som beskrevs av Barend J. Lempke 1957. Melanargia albibasa ingår i släktet Melanargia och familjen praktfjärilar. Inga underarter finns listade i Catalogue of Life.